# Bragasellus escolai
Bragasellus escolai är en kräftdjursart som beskrevs av Henry och Guy Magniez 1978. Bragasellus escolai ingår i släktet Bragasellus och familjen sötvattensgråsuggor. Inga underarter finns listade i Catalogue of Life.